# Noblesse oblige
Noblesse oblige (frz. für „Adel verpflichtet“) bezeichnet das Konzept, dass Adel über bloße Ansprüche hinausgeht und die Person, die einen solchen Status innehat, verpflichtet ist, soziale Verantwortung zu erfüllen.
„Noblesse oblige“ ist ein altes französisches Sprichwort, das wörtlich übersetzt „Adel verpflichtet“ bedeutet. Dieses Sprichwort wird u. a. in Niederländisch und Englisch nicht übersetzt. Heutzutage bedeutet dies, dass eine herausragende soziale Position besondere Verpflichtungen mit sich bringt. Diese außerordentlichen Verpflichtungen beziehen sich ausdrücklich auch auf soziale Verhaltensweisen und die Erfüllung einer Führungsrolle. Mit anderen Worten: Jemand, der durch Herkunft, Geld, Position oder Talent privilegiert ist, hat die Pflicht, etwas Gutes zu tun und sich entsprechend zu verhalten. Die inhärente Suggestion, dass dies nur für diejenigen von edler Abstammung gelten würde, ist mit der Zeit verschwunden. In Ländern wie den USA, wo sich historisch bedingt nie ein Adel im europäischen Sinne entwickeln konnte, ist der Ausdruck „noblesse oblige“ sogar ausschließlich auf privilegierte Bürger anzuwenden.

## Bedeutung und Varianten
Die „Noblesse Oblige“ wird verwendet, um darauf hinzuweisen, dass zusätzliche Verantwortlichkeiten damit verbunden sind, Reichtum, Macht und Prestige zu haben (oder zu erwerben), aber keine gesetzlichen Verpflichtungen, sondern ungeschriebene Normen und Werte.
In erster Linie bezieht es sich oft auf die öffentlichen Aufgaben und Verantwortlichkeiten, die damit verbunden sind, berühmt und einflussreich zu sein. Damit wird insbesondere die Verantwortung, gute Verhaltensmuster an den Tag zu legen und gewisse Standards des Anstandes einzuhalten gemeint. Der Begriff wird manchmal auch verwendet, um eine Person zu beschreiben, die sich freiwillig die Schuld zuschreibt, um zu erreichen, dass ein Problem oder eine unangenehme Situation gütlich gelöst werden kann. Ein verwandtes Sprichwort ist: „Sie sind zu Ihrem Stand verpflichtet.“
In ethischen Diskussionen wird es manchmal verwendet, um eine moralische Ökonomie zusammenzufassen, in der Privilegien durch Pflichten gegenüber denjenigen ausgeglichen werden müssen, denen solche Privilegien fehlen oder die solche Pflicht nicht erfüllen können. Schließlich wurde es in letzter Zeit in erster Linie dazu verwendet, auf die öffentlichen Verantwortlichkeiten der Reichen, Berühmten und Mächtigen Bezug zu nehmen, insbesondere, um gute Beispiele für Verhalten zu geben oder minimale Standards des Anstands zu überschreiten. Es wurde auch verwendet, um eine Person zu beschreiben, die etwas beschuldigt, um ein Problem zu lösen oder jemand anderen zu retten.

## Geschichte und Beispiele

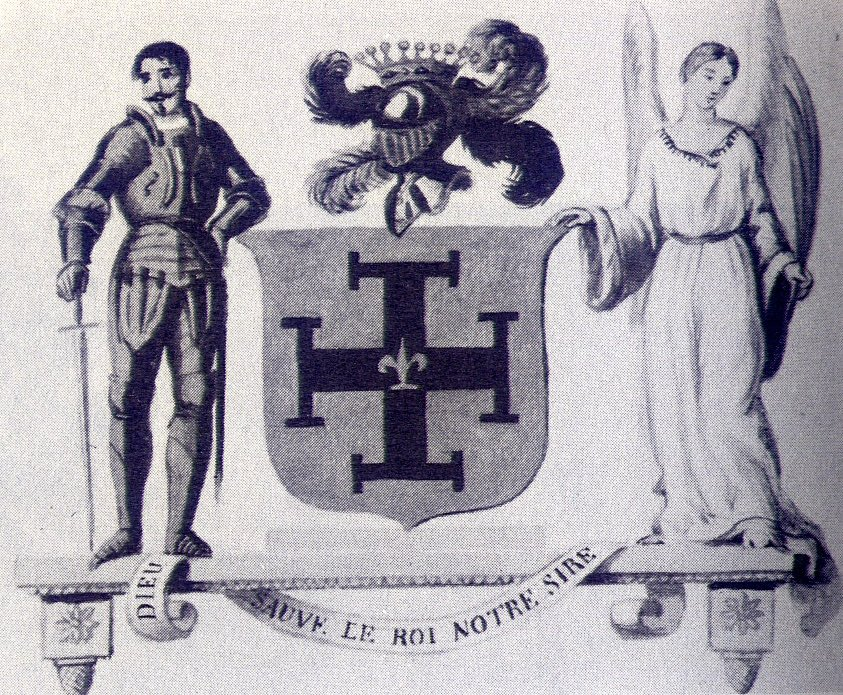
Bildliche Waffensammlung von „de Mortsauf“ in Le lys dans la Vallée von Honoré de Balzac

Ein frühes Beispiel dieses Begriffs in der Literatur findet sich in Homers Ilias. Im Buch XII, Verse 310–328, hält der trojanische Prinz Sarpedon eine berühmte Rede, in der er seinen Kameraden Glaukos dazu drängt, mit ihm in den vorderen Reihen der Schlacht zu kämpfen.
In der frühmittelalterlichen Gesellschaft lag die weltliche Macht beim Adel. Sie hatten neben den geistlichen Führern die Herrschaft über die Justiz, die (Landes-)Regierung und die Kriegsführung. Die Einhaltung der von ihnen erlassenen Gesetze und Vorschriften wurde auch von ihnen, gegebenenfalls mit „harter Hand“, durchgesetzt. Diese Rechte beruhten zum Teil auf Gewohnheitsrecht und teilweise auch auf schriftlichem Recht auf römischem, germanischem und kanonischem Recht. Der sogenannte Dritter Stand (die Bauern und später auch die Bürger) hatte keine Rechte, nur Pflichten sowohl gegenüber den geistlichen Führern (erster Stand) als auch gegenüber dem Adel (zweiter Stand). Neben der Arbeit auf dem Land und im Handel führten sie die Handarbeit für den Adel und den Klerus durch, zahlten Steuern und mussten Wehrdienst leisten. Die Aufgaben des Klerus und des Adels waren weit weniger eindeutig, enthielten jedoch die administrativen Aufgaben wie Schutz, Gerichtsbarkeit und Grundversorgung für das Wohlergehen der Bevölkerung. Man könnte sich also an diese moralische, edle Pflicht wenden.
In Le Lys dans la Vallée, 1835 geschrieben und 1836 veröffentlicht, empfiehlt Honoré de Balzac einem jungen Mann bestimmte Verhaltensregeln: „alles, was ich gerade gesagt habe, kann in einem alten Sprichwort zusammengefasst werden: noblesse oblige!“ (Adel verpflichtet) Sein Rat hatte Kommentare wie „andere werden dich respektieren, weil sie Leute verabscheuen, die abscheuliche Dinge getan haben“ enthalten.
Der Satz ist in Bertram Goodhues Los Angeles Public Library auf einer Skulptur von Lee Lawrie als Teil von Hartley Burr Alexanders ikonographischem Schema für das Gebäude geschnitzt.